# Bosanskohercegovački Hrvati u Austro-Ugarskoj i Kraljevini Jugoslaviji

## Austrougarsko razdoblje
Od 1878. do 1918. godine traje austrijska uprava u Bosni i Hercegovini. Tijekom toga perioda, najznačajni procesi koji su oblikovali društvo bili su: ponovno uključivanje Bosne i Hercegovine u kulturni i politički prostor Europe (od 1878. BiH i njeni narodi su dio europskog poretka, i njena sudbina je povezana s europskim ideologijama, sukobima i geopolitičkim planovima) i konačna kristalizacija bosanskohercegovačkih Hrvata i Srba od etničko-vjerskih u moderne političke subjekte, ili, od naroda u nacije, integrirane u nacionalni korpus zajedno sa svojim sunarodnjacima izvan BiH. Bosanskohercegovački Muslimani, koji su teško primili odvajanje od Osmanskog Carstva, i prvi puta se našli pod vlašću stranog, kršćanskog i zapadnog imperija, reagirali su dvojako: jedan dio (po nekim procjenama, od 100.000 do 200.000 ljudi) se iselio u Tursku, a drugi su nevoljko prihvatili austrijsku vlast, i pokušali se prilagoditi, bilo inzistiranjem na održanju zatečenog stanja (većina muslimanskog plemstva), bilo modernizacijom u zapadnom stilu.
Od 1882. godine, austrougarski upravitelj Bosne i Hercegovine, mađarski povjesničar Benjamin Kallay, pokušavao je, sustavnom politikom promovirati termin "Bošnjak", koji bi "pokrio" sve stanovnike Bosne i Hercegovine, te djelovao kao glavni faktor stvaranja bošnjačke nacije. U praksi se to očitovalo u financiranju pro-bošnjačkih publikacija i udruga, aktivnom promidžbom u školstvu, kao i zabrani ili gušenju hrvatskih i srpskih nacionalnih udruga. No, ta ideja, da se administrativno stvori nova nacija, s muslimanskim plemstvom kao stožerom cijeloga projekta, bila je u začetku osuđena na propast. Pokušaji negiranja već postojećih nacija (hrvatske i srpske) u Bosni i Hercegovini samo su doveli do porasta netrpeljivosti. Godine 1906. i 1907. su osnovane nacionalne stranke bosanskohercegovačkih Muslimana, Srba i Hrvata. Izbori 1910. godine, koji su se pretvorili u "upisivanje" ljudi u svoje nacionalne stranke, samo su potvrdili propast bošnjačkog kvazinacionalnog programa. Povijesno, interesantna je pojava da se ideologija slična Kallayizmu pojavljuje kao velikonacionalna opcija bosanskohercegovačkih Muslimana koncem XX. i početkom XXI. stoljeća, što pokazuje da bizarne političke ideje uskrsavaju u promijenjenim okolnostima.
Znajući koliki utjecaj na narod u Bosni i Hercegovini ima Crkva, austrougarske su vlasti već nakon prvih godina svoje vladavine nastojale pod svoju kontrolu staviti sve vjerske i crkvene zajednice u BiH. Godine 1881. Austro-Ugarska je potpisala Konkordat s Vatikanom o uvođenju svjetovne katoličke hijerarhije u Bosni i Hercegovini. Njime su franjevci, koje austrijske vlasti nisu držale pouzdanim političkim elementom, izgubili pozicije u Bosni i Hercegovini koje su godinama držali, te su se morali podvrgnuti novoj svjetnovnoj hijerarhiji. Nova je austrouarska vlast koristila sva sredstva kako bi učvrstila svoju vladavinu u Bosni i Hercegovini, pa je tako računala i na značajan utjecaj katoličkog svećenstva među hrvatskim pučanstvom. Stoga je, 2. veljače 1882. godine iz Carske kancelarije u Beču upućeno pismo zahvale biskupu fra Paškalu Buconjiću u kojem se ističe održavanje katoličkog stanovništva u Hercegovini i obećaje dalja carska naklonost prema tom stanovništvu.
U Bosni i Hercegovini je 1881. godine uspostavljena redovna crkvena organizacija. Za nadbiskupa vrhbosanskog postavljen je Josip Stadler. Ukinuta su oba apostolska vikarijata: bosanski i hercegovački, kao i misijski oblici djelovanja, umjesto kojih su uspostavljene tri biskupije: Vrhbosanska nadbiskupija sa sjedištem u Sarajevu, te Banjalučka i Mostarska biskupija. Stadlerovim dolaskom za nadbiskupa pokrenute su novine "Vrhbosna" i "Hrvatski dnevnik". Nadbiskup je podupirao rad brojnih dobrotvornih institucija, među kojima i sirotišta, te izgradio biskupijski dvor i katedralu u Sarajevu.
Valja posebno istaknuti značenje prvih hrvatskih novina na tlu Bosne i Hercegovine što ih je pokrenuo i uređivao Franjo Milićević sa svojim suradnicima, a to su: "Hercegovački bosiljak" (1883.), "Novi hercegovački bosiljak" (1884.), "Glas Hercegovca" (1885.). Krajem devedesetih godina XIX. stoljeća franjevci su u Mostaru pokrenuli novi list - "Osvit", u kojem su zastupljene političke ideje pravaša Josipa Franka. Kao temeljnu odrednicu svoga programa, list je uzeo prirodno, povijesno i narodno pravo Hrvata u Bosni i Hercegovini na sjedinjenje s Banskom Hrvatskom i ostalim hrvatskim zemljama.
Potkraj devedestih godina XIX. stoljeća Hrvati u Bosni i Hercegovini osnivaju narodne čitaonice i kulturna i pjevačka društva, dok se početkom XX. stoljeća javlja sloj hrvatske inteligencije koji će odigrati značajnu ulogu u političkome i kulturnom životu Hrvata. Od 1902. godine s radom započinje Hrvatsko kulturno društvo Napredak koje će odigrati značajnu ulogu u buđenju hrvatske nacionalne svijesti Hrvata u Bosni i Hercegovini. Međutim, Hrvatima još uvijek nije dopušteno osnivanje političkih stranaka pod hrvatskim imenom. Tek je 1907. godine osnovana Hrvatska narodna zajednica (HNZ), koja je dobila dopuštenje djelovanja samo na gospodarskome i prosvjetnom planu. U danima pred aneksiju Bosne i Hercegovine 1908. godine Hrvatska narodna zajednica preuzima političku ulogu. Na njezinu se čelu u to vrijeme nalazio ugledni hrvatski političar i gospodarstvenik Nikola Mandić, koji je unatoč aneksiji odbacio ideju sjedinjenja Bosne i Hercegovine s Austro-Ugarskom. Politički program Hrvatske narodne zajednice uvelike se podudarao s politikom Hrvatsko-srpske koalicije u Banskoj Hrvatskoj.
Nadbiskup Stadler i njegovi istomišljenici s takvom se politikom nisu slagali, pa su 1908. godine osnovali Hrvatsku katoličku udrugu, kojoj je pristupio i dio članstva Hrvatske narodne zajednice. Nova je stranka, za razliku od Hrvatske narodne zajednice, smatrala da sva politička udruženja u BiH trebaju održavati vjersku i nacionalnu podjelu stanovništva. Prema toj su ideji članovi organizacija bosanskohercegovačkih Hrvata mogli biti samo katolički Hrvati. Odnosi između dvije stranke bili su vrlo zaoštreni. Dok je redovno svećenstvo podržavalo Stadlerovu stranku, franjevci su bili skloniji Hrvatskoj narodnoj zajednici. Godine 1911. poseban papinski izaslanik posredovao je u sporu između dvije stranke i uspio ih izmiriti. Hrvatska narodna zajednica je imala povjerenje velike većine hrvatskog naroda tako da Stadlerov pokušaj da preko Hrvatske katoličke udruge preuzme vodstvo nije uspio.
Austro-Ugarsko razdoblje je doba umjerene modernizacije Bosne i Hercegovine (početci industrijalizacije, reforme u školstvu i društvenim odnosima), koja je imala za cilj zadržati BiH kao posebnu, samo-održivu upravnu jedinicu u okviru Austro-Ugarske Monarhije, ali bez radikalnih poteza koji bi mogli poremetiti ravnotežu odnosa u Habsburškom Carstvu. Opća zaostalost (manje od 15% gradskog stanovnistva, socijalno-nacionalni antagonizmi, od približno 85.000 kmetovskih obitelji, srpskih je bilo oko 60.000, a hrvatskih 25.000. Broj bosanskohercegovačkih Muslimana kmetova bio je zanemariv) kočila je provedbu i umjerenih reformi. Habsburška Monarhija se nije usudila izvršiti agrarnu reformu, kojom bi bila oduzeta zemlja muslimanskom plemstvu, koje je vremenom, koristeći pragmatizam i oportunizam bečkoga dvora, od protivnika Austro-Ugarske Monarhije postalo jednim od oslonaca austrijske vlasti. U Bosnu i Hercegovinu se do 1914. godine doselilo oko 180 do 200 tisuća Hrvata, Slovenaca, Čeha, Nijemaca i drugih.
Godine 1895. Bosna i Hercegovina je imala 1.336.091 stanovnika, sljedećeg nacionalnog sastava:
- grčki pravoslavci1 - 571.250 ili 42.76 %
- muhamedanci2 - 492.710 ili 36.88 %
- rimokatolici - 265.788 ili 19.89 %
- židovi - 5.805 ili 0.43 %
- ostali - 538 ili 0.04 %

1 Do popisa 1905. godine pravoslavci su popisivani kao grčki pravoslavci.
2 Do 1901. godine službeno ime Muhammedaner (njemački) - muhamedanci.
Godine 1908. dolazi do Aneksijske krize. Kad je u Osmanskom Carstvu pobijedila mladoturska revolucija, Austro-Ugarska se pobojala da će morati vratiti BiH pa je 1908. godine odlučila te pokrajine anektirati izravno u svoj državni ustroj. To je izazvalo prosvjede Srba i Muslimana, ali i oštre istupe država Srbije i Crne Gore koje su prijetile ratom tvrdeći da je BiH nacionalno srpska zemlja. Naime, srpski političari prema velikosrpskoj teoriji tvrdili su kako su svi katolici i muslimani koji govore štokavskim narječjem pravi Srbi. Srbiju i Crnu Goru je 1908. godine primirila Rusija, kao njihov zaštitnik, s tvrdnjom kako još nije spremna za rat. Tako je aneksijska kriza oko BiH riješena samo privremeno, diplomatskim putem, ali su pripreme za konačni obračun ipak nastavljene. U Beogradu je osnovana teroristička organizacija "Ujedinjenje ili smrt" (poznato i kao "Crna ruka"). Jačanje srpske države, posebno poslije uspjeha u Balkanskim ratovima (1912. – 1913.), kao države-klijenta ruskog carstva, uz antagonizam velikih sila u Europi, dovelo je, kroz srbijansko financiranje sve radikalnijeg pro-jugoslavenskog i pro-srbijanskog tajnog udruženja "Mlada Bosna" i atentata na austrijskog prijestolonasljednika u Sarajevu, do Prvog svjetskog rata i raspada Austro-Ugarske Monarhije.
Godine 1914. u Sarajevu je 28. lipnja ubijen prijestolonasljednik Franjo Ferdinand, sa suprugom Sofijom. Budući da je atentat organizirala prosrpska organizacija "Mlada Bosna" (atentator Gavrilo Princip bio je uvježbavan u terorističkim organizacijama u Srbiji i u vezi sa srpskom obavještajnom službom, kojom je zapovijedao pukovnik Apis Dimitrijević), to je ubojstvo bilo povod ratu koji je Srbiji navijestila Habsburška Monarhija, a što je dovelo Prvog svjetskog rata.
Od 1914. do 1915. godine Srbija je, uz velike gubitke, izdržala i odbila ofenzive austrijske vojske pod zapovjedništvom generala Potioreka na području preko rijeke Drine. U kasno ljeto srpska vojska je poražena od ujedinjenih austrougarske vojske i njemačke vojske te se povukla preko planina na sjeveru Albanije do savezničkih vojnih snaga u Grčkoj. Tijekom samoga rata, po nekim procjenama, demografski gubitak stanovništva Bosne i Hercegovine, uključujući ratne gubitke i iseljavanja, iznosi oko 300.000 ljudi. Srbi su u Bosni i Hercegovini bili podvrgnuti progonima i zlostavljanjima. Budućnost same BiH i njenih naroda je odlučena kolapsom Austro-Ugarske, sovjetskom komunističkom revolucijom koja je Srbiji oduzela glavnog zaštitnika velikosrpskih projekata, te mješavinom političkih igara u kojima su sudjelovali razni činitelji od Jugoslavenskoga odbora u kojemu su različite uloge igrali političari kao Ante Trumbić ili Svetozar Pribićević i srbijanske vlade s Pašićem na čelu do britanskih, američkih, francuskih i, posebno, talijanskih vojnopolitičkih aspiracija.

## Kraljevina SHS/Jugoslavija
Od 1918. do 1941. godine Bosna i Hercegovina se nalazi u sastavu Kraljevine Srba, Hrvata i Slovenaca, kasnije prozvane Kraljevina Jugoslavija. Osnovno obilježje toga razdoblja je nastojanje Srba da se, koristeći se dominacijom u vojsci i politici, te relativnom brojnošću (oko 38-40 % ukupnog stanovništva BiH), nametnu kao dominantan čimbenik u zemlji s ciljem "srbizacije" nesrpskih naroda. U režimu ograničenog parlamentarizma i drastičnih izbornih manipulacija, kasnije i monarhofašističke diktature, državne pljačke provedene putem novčane unifikacije preko obezvrijeđenog novca iz zemalja izvan Srbije, te političkih ubojstava (Milan Šufflay, Ivo Pilar) i korupcije (sve energije u zemlji su se trošile na zaoštrene političke borbe, te su, zbog unutrašnje rastočenosti zemlje, dovele do brzoga kolapsa Kraljevine Jugoslavije u ratu s nacističkom Njemačkom). U prosincu 1918. godine proglašeno je osnivanje jugoslavenske države, koja je dobila ime: Kraljevina Srba, Hrvata i Slovenaca, pod vladavinom dinastije Karađorđevića.
Godine 1920. na izborima za Ustavotvornu skupštinu Hrvatska pučka seljačka stranka Stjepana Radića dobila je pedeset zastupničkih mjesta, što je bilo više od svih hrvatskih političkih stranaka zajedno. Zajedno, blok stranaka s programom velikosrpskog centralizma dobio je 44% glasova, anticentralističke hrvatske stranke 23%, dok je ostatak pripao slovenskim, muslimanskim i ostalim strankama s generalno anticentralističkim tendencijama, no poznatim po korupcionaškom i nagodbenjačkom stavu. Većinu glasova Bosanskih Muslimana dobiva stranka Mehmeda Spahe, Jugoslavenska muslimanska organizacija, dok Srbi Bosne i Hercegovine glasuju uglavnom za srpske stranke, Radikalnu i Demokratsku. Godine 1921. proglašen je tzv. "Vidovdanski ustav", kojim su ukinute povijesne granice zemalja koje su tvorile Kraljevinu SHS, te je sa svrhom srpske majorizacije i centralizacije država podijeljena u 33 oblasti. Većina zastupnika u Parlamentu (HSS, republikanci, socijaldemokrati) napustila je Skupštinu, pa je ustav izglasan "kupovinom" glasova većinom muslimanskih stranaka iz BiH, Kosova i Makedonije, bez kojih Parlament ne bi imao 50% saziva.
Srpski radikalni poslanik Puniša Račić je 1928. godine u beogradskoj Skupštini pucao u skupinu poslanika Hrvatske seljačke stranke. Ubio je Pavla Radića i Đuru Basaričeka, a teško ranio Stjepana Radića. Stjepan Radić je podlegao od zadobivenih rana 8. kolovoza 1928. godine. Ubojstvom političkog vođe hrvatskog naroda stvoren je nezacjeljivi raskol između Hrvata i Kraljevine Jugoslavije. Nakon atentata skupina hrvatskih nacionalista na čelu s parlamentarnim zastupnikom Hrvatske stranke prava u saveznoj skupštini Antom Pavelićem napušta zemlju i osniva ekstremni nacionalistički pokret Ustaše. Sljedeće godine kralj Aleksandar I. ukida Vidovdanski ustav i uvodi osobnu diktaturu. Pojačan je režim represije (ubojstva istaknutijih Hrvata, progoni Makedonaca i Albanaca, srpska kolonizacija u nesrpskim krajevima, teror političke policije).
Po popisu stanovništva iz 1931. godine, Bosna i Hercegovina imala je 2.323.787, sljedećeg nacionalnog sastava:
- Srbi 44,25 %
- Muslimani 30,90 %
- Hrvati 23,58 %
- Ostali 1,02 %

U Marseillesu, 1934. godine ubijen je kralj Aleksandar I., kao "osveta" za suurotništvo u atentatu na Stjepana Radića. Organizatori atenatata bili su ustaški pokret i makedonski revolucionari, a atentator je bio Veličko Kerin. Ubijenoga kralja je naslijedio sin Petar II., umjesto kojega vlada regentsko vijeće. No, poslije godina diktature, ubojstva, korupcionaških skandala i nasilja, 1939. godine, suočeni s neuspjehom centralizatorske politike, srpski vladajući krugovi pristaju na kompromis. Dolazi do sporazuma između vođe Hrvatske seljačke stranke Vladka Mačeka i predsjednika vlade Dragiše Cvetkovića. Tim je sporazumom osnovana Banovina Hrvatska, koja je osim Savske i Primorske banovine obuhvaćala i kotare Dubrovnik, Šid, Ilok, Brčko, Gradačac, Derventa, Travnik i Fojnica. Time u Banovinu Hrvatsku ulazi oko 30% područja današnje Bosne i Hercegovine. Radikalni hrvatski nacionalisti su se protivili sporazumu, smatrajući da su bosanskohercegovački Muslimani, koje su oni smatrali integralnim dijelom hrvatskog naroda, ostavljeni na cjedilu. U nadležnost Banovine preneseni su poslovi gospodarstva, trgovine, industrije, socijalne politike i još neki drugi. Hrvatski ban postao je Ivan Šubašić.
U ožujku 1941. godine Kraljevina Jugoslavija pristupila je Trojnom paktu, a 27. ožujka 1941. godine na političku inicijativu i uz potporu vlade Velike Britanije skupina srpskih časnika na čelu s generalom Dušanom Simovićem srušila je vladu Dragiše Cvetkovića. Kralj Petar II. proglašen je punoljetnim, a regentsko vijeće je odstranjeno. To je razbjesnilo Hitlera, koji je obećao potpuno uništenje jugoslavenske države, koja je napadnuta 6. travnja 1941. godine.

## Srodni članci
- Hrvati Bosne i Hercegovine
- Povijest Hrvata Bosne i Hercegovine

## Unutarnje poveznice
| - Bosna i Hercegovina u Austro-Ugarskoj - Hrvatski narodni preporod u Bosni i Hercegovini | - Država Slovenaca, Hrvata i Srba - Bosna i Hercegovina u Kraljevini Jugoslaviji |